# Hellweg unter dem Berg

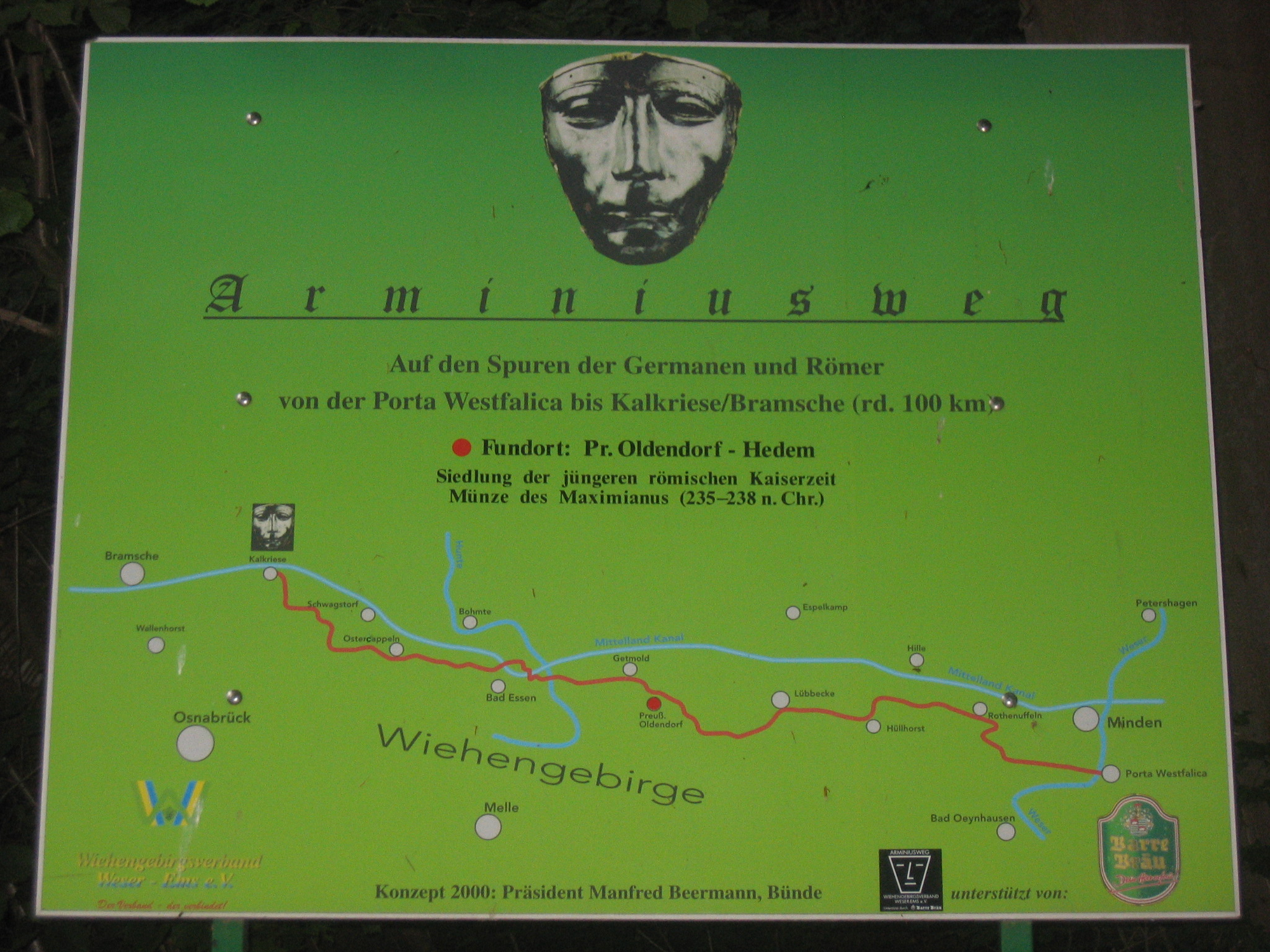
Touristische Hinweistafel zum „Arminiusweg“. Er folgt römischen Funden entlang des hypothetischen Weges des Varus von der Weser nach Kalkriese und verläuft zwischen dem Wiehengebirge und den nördlichen Moorgebieten

Der Hellweg unter dem Berg (auch Hellweg unterm Berge, neuerdings auch Arminiusweg) war eine, wahrscheinlich bereits zur Römerzeit benutzte, nördlich des Weserberglandes und südlich der ausgedehnten vermoorten Flachzonen Niedersachsens verlaufende Handelsstraße. Der von Minden zur Ems und nach Holland führende Hellweg wird auch als Heerweg bezeichnet. Die Existenz dieser Straße spielt bei einigen Theorien der Ortsbestimmung der Varusschlacht eine bedeutende Rolle.
In Minden schloss der Hellweg unter dem Berg an den westfälischen Hellweg und den Hellweg vor dem Santforde an, der bis in die Gegend des heutigen Hildesheim führt.